# Menhir des Louères
Le menhir des Louères est un menhir situé à Saint-Aubin-des-Châteaux, dans le département de la Loire-Atlantique en France.

## Protection
Le monument est classé au titre des monuments historiques en 1928.

## Description
Le menhir est un bloc de poudingue de forme pyramidale avec des proportions assez monumentales. Il mesure 3,50 m de hauteur pour une largeur de 2,70 m et une épaisseur de 1 m.
La pierre comporte deux grosses cavités circulaires sur sa face sud.
Selon Pitre de Lisle, il y aurait eu un second menhir situé à environ 20 m de distance constitué d'une pierre de couleur rougeâtre mesurant 2,10 m de hauteur sur 1,42 m de largeur.

## Folklore
Selon une tradition, si on applique son oreille sur la plus grosse des cavités, on peut entendre sonner l'heure. La pierre serait tombée de la chaussure gauche de Gargantua alors qu'il était assis sur le clocher de Ruffigné, avec un pied à Saint-Aubin et l'autre à Sion-les-Mines.